# Moçambiques riksvapen
Moçambiques riksvapen visar symboler för jordbruket och industrin. Stjärnan högst upp står för internationell solidaritet och den uppslagna boken, hackan och geväret för kunskap, jordbruksproduktion och försvaret av friheten. Geväret är en AK-47.